# Ordnung muss sein

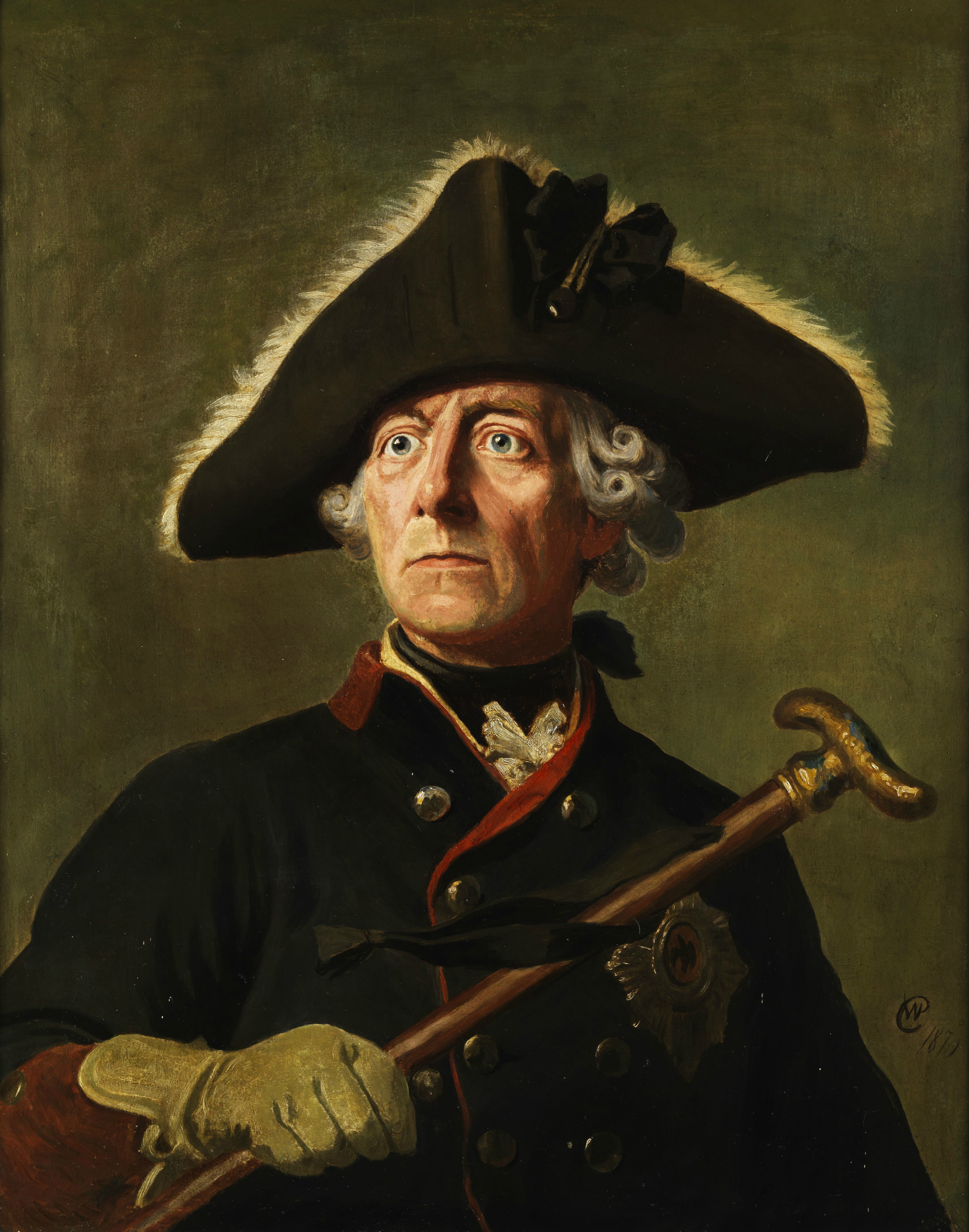
Фридрих II Великий, король Пруссии

«Ordnung muss sein» (с нем. — «Порядок должен быть») — немецкая пословица. Порядок является одним из главных клише, используемых при описании немецкой культуры.

## История
По мнению немецкого филолога Карла Йозефа Зимрока, афоризм в форме Ordnung muss sein unter den Leuten (в оригинале — «Ordnung muß seηn unter den Leuten») был введён в немецкую культуру просветителем Мартином Лютером. Слово Ordnung было употреблено им в смысле «свод законов (правил), дарованных человеку Богом», поэтому фразу следует понимать как «Взаимоотношения между людьми должны основываться на Божьих законах (правилах)» или, более дословно, «Между людьми должна быть законность». То, что Ordnung — закон, данный Богом, а не установленный человеком, косвенно подтверждается расположенным ниже на этой же странице афоризмом Orden und Regeln sind nichts («Каноны и правила — ничто»).
Произведения Лютера пользовались огромной популярностью на протяжении нескольких столетий, и фраза стала крылатой, сократившись при этом до Ordnung muss sein и приобретя современный смысл. В своей работе 1932 года Франц фон Папен упоминает, что пословица была одним из любимых выражений прусского короля Фридриха Великого. Пословицу в качестве слогана использовал Пауль фон Гинденбург. Согласно газете The New York Times, фраза стала знаменитой во всём мире уже к 1930 году.

## Версии
- Похожую немецкую поговорку Ordnung ist das halbe Leben[5] («Порядок — половина жизни») иногда шуточно продолжают und Unordnung die andere Hälfte («а беспорядок — другая»).
- Существует поговорка Wer Ordnung hält, ist nur zu faul zum Suchen («У кого всегда порядок, тот просто слишком ленив, чтобы искать»).
- В сборнике XIX века упомянута более длинная версия поговорки: Ordnung muss sein, sagte Hans, da brachten sie ihn in das Spinnhaus («Должен быть порядок, — сказал Ганс, и тут упекли его в тюрьму»)[5].